# Ardennes
Ardennes är ett departement i som ligger i nordöstra Frankrike i regionen Grand Est. I den tidigare regionindelningen som gällde fram till 2015 tillhörde Ardennes regionen Champagne-Ardenne. Departementet är uppkallat efter bergsområdet Ardennerna. Huvudort är Charleville-Mézières. Genom departementet flyter floden Maas.

## Historia
Ardennes är ett av de 83 ursprungliga departementen som bildades 4 mars 1790 vid franska revolutionen. Det består av delar av provinserna Champagne och Argonne. Området har varit skådeplats för flera militära slag, bland annat Ardenneroffensiven under andra världskriget. 